# 熱血少年月刊
《熱血少年月刊》，前名《熱血少年》、《熱血少年週刊》，是一部香港漫畫雜誌，主編為牛佬、黃洋達，出版方針為「熱血」、「本土」、「抗爭」。雜誌中連載多篇漫畫及專欄。多篇漫畫由新晉香港漫畫家創作，為他們提供一個良好的訓練平台及創作機會。
最初名《熱血少年》，為雙週刊，於2013年11月8日停刊。2014年8月1日復刊，改為週刊並改名《熱血少年週刊》。2015年4月24日再次停刊，後於2015年8月復刊並改為月刊。

## 連載漫畫
《熱血少年週刊》中所連載的漫畫多由新晉香港漫畫家創作，如惠昌、謝曬皮等。而當中不少漫畫也帶有反映時弊的性質。下表列出雜誌內所有的漫畫和專欄。

### 週刊時期
| 漫畫/專欄             | 主編                                | 簡介 |
| --------------------- | ----------------------------------- | --- |
| 《金錢師》            | 黃洋達、牛佬                        | 改編自黃洋達的同名小說,是香港首個以金融財經為題材的漫畫。故 事講述一群人如何以計謀無本生利,即以行騙手法牟利。但所騙的均是不義之財。 |
| 《旺國群英傳說》      | 馮展鵬、加侖                        | |
| 《牛佬天地》          | 牛佬                                | |
| 《黨娘》              | 惠昌                                | 採用日本漫畫畫風描繪,故事中的角色多為女角。                                                                                         |
| 《貓0翕meow's up》    | 文地貓                              | |
| 《森林第一武術大會》  | 多利                                | |
| 《多利寓言》          | 多利                                | |
| 《亂甘畫》            | 甘小文                              | 以搞笑為題材的四格漫畫 |
| 《果果幼稚園》        | 塵沙沙                              | |
| 《熱血白水劇場》      | 白水                                | 以政治為題材的四格漫畫,諷刺時弊。                                                                                                   |
| 《當年今日》          | 謝曬皮                              | |
| 《熱血少女·空想劇場》 | 小靈                                | |
| 《生還少女》          | 小靈                                | |
| 《熱血編輯部》        | Cuson                               | |
| 《南亞聖拳》          | Cuson                               | |
| 《真多Man》           | 江記                                | |
| 《無病森林》          | Angryangry                          | |
| 《噬之華》            | 肉球不滿                            | |
| 《以武犯禁》          | 肉球不滿                            | |
| 《勇氣與村民》        | 光管                                | |
| 《赤砂狸》            | 光管                                | |
| 《爵爵港不停》        | 爵爵                                | |
| 《熱血少女·文字頻道》 | 湯米、清熱酷、雲滴娘娘、打令、Bonix | |
| 《Game民力量》        | 末日狼                              | |
| 《宅文化研究》        | 小菜                                | |
| 《茅山高校》          | 黃洋達、君不見                      | |
| 《笑死朕》            | 黃洋達                              | |
| 《影子拳王》(金腰帶)  | 黃洋達、牛佬、倫裕國                | 以拳擊為題材的漫畫,主角為「月影」、「月明」兩兄弟。                                                                                 |
| 《影子拳擊教室》      | 黃洋達、靖師父                      | 教授拳擊運動 |

## 爭議

《黨娘》抄襲比較圖

- 網友Cheung TK指出《熱血少年週刊》中連載《黨娘》第二期頁26抄襲H-game《霧谷伯爵家の六姉妹》其中一個女角。不論是姿勢、取鏡角度也十分相似。事件引起網民熱烈討論。有人認為《黨娘》應馬上腰斬，亦有人認為天下文章一大抄，漫畫抄一格半格唔出奇[2]。此事最後被編輯部發現，並向廣大讀者致歉。編輯部其後決定惠昌將不獲發稿費，及自責以審稿不慎的理由自責，抽起這五期的編輯費用，而抽起的費用用作隨書附送禮品，以表示對讀者的歉意。編輯部亦向讀者們發起投票，以該形式決定《黨娘》之連載機會。結果，「支持連載」的一方勝出，宣布《黨娘》在《熱血少年週刊》第七期復刊[3]。

- 2015年3月31日，正義聯盟召集人李偲嫣到《熱血時報》位於九龍灣的辦公室示威,指漫畫內容帶有不雅及色情成分，指該雜誌宣揚「港獨」、「反共」資訊，侮辱女性、毒害青少年，更稱《熱血少年週刊》連載的漫畫如《黨娘》是「糖衣毒藥」，美化暴力行為[4]。更表明將會到「電影報刊及物品管理辦事處」舉報。而雜誌主編黃洋達指《黨娘》的畫風在日本很盛行，另一主編牛佬則在其漫畫作品《古惑仔》中指李偲嫣這次的行動是「公報私仇」[5]。

## 外部連結
- 熱血少年月刊的Facebook專頁